# گورستان مورسلطانی ۳
گورستان مورسلطانی ۳ مربوط به سده‌های متاخر دوران‌های تاریخی پس از اسلام است و در شهرستان دنا، ۱۰ کیلومتری شرق شهر سی سخت، منطقه کوه گل (مورسلطانی) واقع شده و این اثر در تاریخ ۲۷ بهمن ۱۳۸۷ با شمارهٔ ثبت ۲۴۶۷۳ به‌عنوان یکی از آثار ملی ایران به ثبت رسیده است.